# Бийето, Каликсто
Бийето, Каликсто (род. 1963, Миранда-де-Эбро) — испанский оперный и драматический режиссёр. Известен провокативными постановками классических пьес и опер. Одна из важных тем творчества — насилие.

## Драматический театр
- 1991: Sueño de una noche de verano
- 1993: Un día
- 1994: Kasimir y Karoline
- 1995: Anfitrión
- 1996: Galileo Galilei
- 1997: Company
- 1998: Pierrot Lunaire
- 1998: Life is a Dream
- 1998: La casa de Bernarda Alba
- 1999: Mesura per mesura
- 2000: La vida es sueño
- 2000: Barbaric Comedies
- 2001: Macbeth
- 2002: La ópera de cuatro cuartos
- 2003: Hamlet
- 2004: El Rey Lear
- 2004: Celestina
- 2006: Plataforma
- 2006: Peer Gynt
- 2007: Tirant lo Blanc
- 2007: Los persas. Réquiem por un soldado

## Оперный театр
- 1999 — «Кармен» (Фестиваль музыки замка Пералада, Испания)
- 2010 — «Кармен» (Лисео, Барселона)
- 2012 — «Кармен» (Английская национальная опера, Лондон)
- 2014 — «Леди Макбет Мценского уезда» (Фламандская опера, Антверпен)
- 2015 — «Джанни Скикки» и «Замок герцога Синяя Борода» (Комише опер, Берлин)
- 2017 — «Отелло» Дж. Верди (Гамбургский оперный театр)
- 2017 — «Джезуальдо!» на музыку мадригалов Джезуальдо ди Веноза (Opera Stabile, Гамбург)
- 2017 — «Кармен» (Парижская опера)
- 2018 — «Коронация Поппеи» (Цюрихский оперный театр)

## Премии
- 2012 — Премия Франко Аббьяти в категории «Лучшая оперная постановка» за постановку «Кармен» в театре Лисео, Барселона[6]